# Gaston Deru
Gaston Deru est un architecte belge du XXe siècle représentatif de l'architecture éclectique et du style Beaux-Arts en Belgique.

## Réalisations

### Réalisations de style éclectique
- 1926-1931 : ancien immeuble de bureaux de l'Union Minière du Haut-Katanga, rue de la Chancellerie 1-11 à Bruxelles (éclectisme d'inspiration néoclassique; devenu propriété de la Générale de Banque puis de Fortis Banque)[1]

- années 1920 : ancien immeuble de la Banque Générale du Luxembourg, rue Joseph Netzer 5 à Arlon (éclectisme d'inspiration néoclassique) [2]

- 1937 : ancien immeuble de bureaux de  la Compagnie Internationale Forestière et Minière du Congo, rue Royale 54 à Bruxelles (éclectisme d'inspiration néoclassique)[3]

- boulevard du Régent 36 et rue de la Loi 24.

### Réalisations de style Beaux-Arts
- 1931 : avenue des Phalènes 15 à Bruxelles[4].